# Port de Limay
Le port de Limay-Porcheville est le premier port fluvio-maritime d'Île-de-France. Il fait partie du réseau portuaire francilien de HAROPA PORT.

## Localisation et accès
Il est implanté sur la rive droite de la Seine, un peu en amont de Mantes-la-Jolie dans l'ouest de l'Île-de-France, dans le département des Yvelines. Ses installations s'étendent sur les deux communes de Limay et Porcheville et jouxtent d'une part l'importante zone industrielle de Limay-Porcheville et d'autre part la centrale thermique de Porcheville.
Le port de Limay dispose d'une desserte multimodale :
- par voie fluviale, le port de Limay a accès au bassin navigable de la Seine et de ses affluents (Marne, Oise), aménagé à grand gabarit, qui dessert principalement l'Île-de-France et Paris. Sur le plan maritime, le port est accessible au caboteurs fluvio-maritimes de 2 500 tonnes de port en lourd.
- par route, il est relié à l'autoroute A13 par l'intermédiaire de la rocade est de Mantes-la-Jolie qui franchit la Seine par un viaduc s'appuyant sur l'île de Limay.
- par voie ferrée, il dispose d'un embranchement particulier raccordé à la ligne électrifiée Paris - Mantes par Conflans. Ces installations, munies d'un faisceau d'échange permettant la réception et l'expédition de trains entiers, sont desservies par la gare de Mantes-la-Jolie.

Un accès aérien est également possible pour les passagers grâce à une hélisurface.

## Infrastructures
Le port est constitué d'une darse unique de huit hectares creusée perpendiculairement au fleuve dans d'anciennes gravières.
La plateforme multimodale s'étend sur 125 hectares et offre près de 35 000 m2 de surfaces d'activités. Pour favoriser l'implantation des entreprises (26), le port a mis en place huit kilomètres de voirie interne, 1 700 m de quais, treize entrepôts (soit 35 000 m2 de surface couverte), 1 600 m2 de bureaux, un centre de vie (qui regroupe les services du bureau du port) et un terre-plein aménagé de 16 ha pour le stockage.

## Historique
Un projet de port de 25 hectares préexiste avant la création du port autonome de Paris. Les acquisitions foncières commencent dès 1971.
Les travaux de création d'une darse unique de 8 hectares (perpendiculaire au fleuve), et de remblaiement pour constituer les terrains portuaires dans les anciennes gravières sont menés jusqu'à fin 1980.
En 1980, un premier quai en rive de Seine de 200 m de long est érigé. Le quai en fond de darse est construit en 1981 ; l'année suivante, le quai Ouest et enfin le quai Est est livré en 1983.
Le premier bateau accoste en 1980.
A la fin 1981, un tiers des investissements du port autonome de Paris est consacré au port de Limay-Porcheville.
La darse est officiellement inaugurée le 11 décembre 1986.
En 1992, pour la première fois des conteneurs fluviaux sont manutentionnés sur le port.
En 2003, inauguration du terminal céréalier de l'Union des coopératives agricoles Yvelines Céréales (UCAYC).
Après un lancement de l'activité conteneurs en octobre 2007, le 22 février 2008 a lieu l'inauguration du terminal à conteneurs du port.
En 2020, la plateforme s'étend désormais sur 125 hectares.

## Activités
Le port offre de nombreuses activités : 
- énergie et carburants ;
- industrie ,
- recyclage industriel, BTP ou encore agroalimentaire ;
- importation, stockage et  distribution de produits sidérurgiques, de ferrailles, de pâte à papier et d'engrais ;
- stockage et l'exportation de ronds à béton, de grumes et de céréales ;
- stockage en transit d'éléments de produits industriels divers ;
- préparation et stockages de véhicules ;
- stockage et distribution des pièces détachées ;
- ainsi que des prestations de service : telles que la consignation, le transit, la manutention, le transport.